# Aegosoma scabricorne
Espèce
Aegosoma scabricorne, l'Ægosome à antennes rudes, est une espèce d'insectes xylophages de l'ordre des coléoptères et de la famille des longicornes (cérambycidés). Il est le seul de son genre en Europe.

## Description
L'adulte mesure 30 à 50 mm de long : c'est un des plus gros cérambycidés d'Europe.

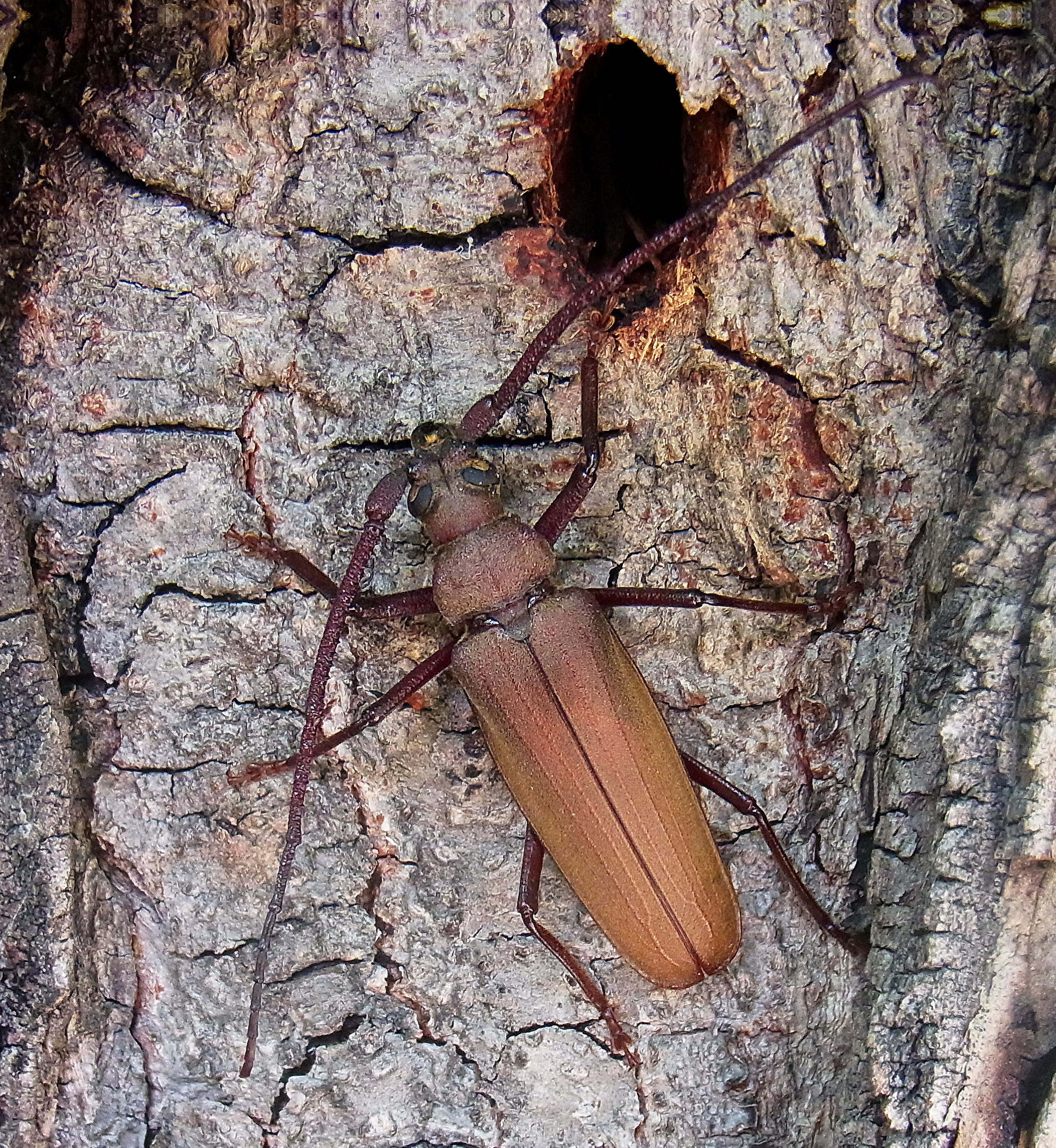
Aegosoma scabricorne sur un tronc à côté de son trou

Tête rétrécie derrière les yeux ; dernier article des palpes tronqué ; antennes de 11 articles, rugueuses chez le mâle ; prothorax rétréci en avant, obtusément denté à l'angle basal.
Corps allongé, finement pubescent, d'un jaune roussâtre, élytres dentés à l'angle sutural, parcourus par deux faibles côtes longitudinales ; mâles aux antennes atteignant ou dépassant l'extrémité du corps, ventre pubescent ; femelles aux antennes un peu plus courtes que le corps, à dernier article caréné transversalement, ventre glabre, oviducte saillant.

## Habitat
La larve vit dans le tronc des vieux arbres : Peuplier, Hêtre, Chêne, Châtaignier, Orme, Bouleau, Charme, Frêne, Tilleul, Aulne, Sycomore, arbres fruitiers, Marronnier.

## Biologie
Ses larves peuvent dépasser 7 cm de long à la fin de leur croissance.
Leur développement dure au moins 3 ans à l'intérieur du bois mort de feuillus , selon les conditions environnementales.
L'adulte hante, en juillet et août, les troncs caverneux des mêmes arbres ; il en sort au crépuscule et est attiré par les lumières. Le matin, jusqu'à 9 heures, il se tient à l'entrée de son trou qu'il bouche avec sa tête.

## Répartition
L'espèce est présente dans le centre et le sud de l'Europe et au Moyen-Orient (Iran, Caucase).
Elle est signalée dans une grande partie de la France, depuis la Haute-Normandie, l'Aube et le Bas-Rhin jusqu'à la Méditerranée et les Pyrénées, et en Corse. Elle n'est commune nulle part, très clairsemée surtout dans le nord de son habitat. Elle existe dans toute la vallée du Rhône et la Provence, le Gard : Nîmes, les Pyrénées-Orientales : Villefranche-de-Conflent, mais pas à Montpellier ni dans la plaine de l'Hérault.

## Taxonomie
Synonyme : Megopis scabricornis (Scopoli, 1763).

## Conservation
Aegosoma scabricorne est sur liste rouge en Allemagne et sur la liste rouge provisoire en Suisse.
Comme beaucoup de coléoptères, il est menacé par la destruction des vieux arbres et des arbres dépérissants, la sylviculture intensive et l'enrésinement.

### Photos
- Worldwide Cerambycoidea Photo Gallery
- Galerie de photos du monde des insectes